# 盧卡希夫卡 (切爾尼希夫區)
51°23′21″N 31°23′41″E / 51.38917°N 31.39472°E

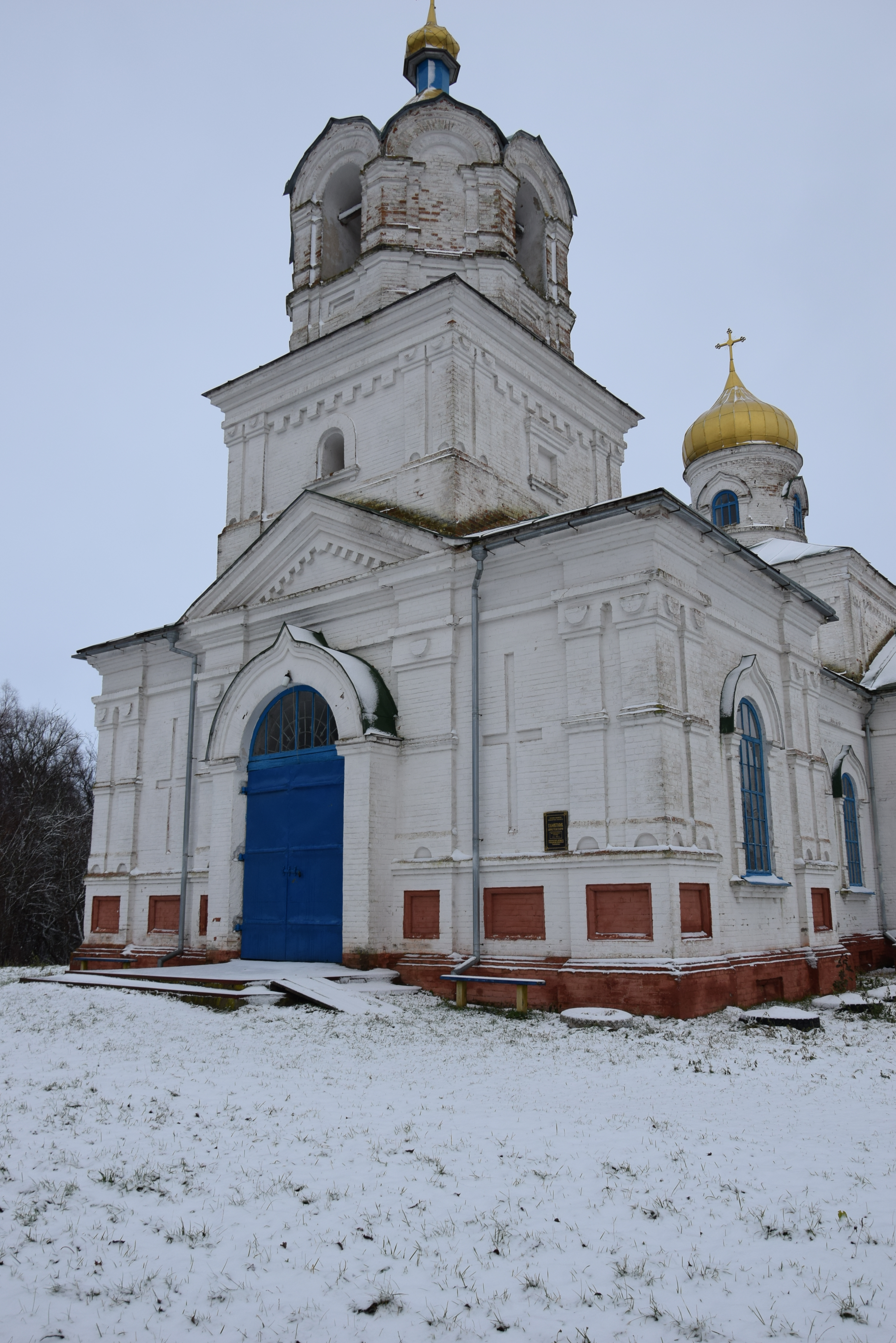
教堂

盧卡希夫卡（烏克蘭語：Лукашівка），是烏克蘭北部切爾尼希夫州切爾尼希夫區伊萬尼夫卡市鎮的村落。始建於1646年，面積1.23平方公里，海拔高度112米，2001年人口472，人口密度每平方公里383.7人。